# Metallzeitung
Die Metallzeitung  ist die Mitgliederzeitschrift der deutschen IG Metall.
Mit einer verkauften Auflage von 1.999.313 Stück sieht sie sich als die weltgrößte Gewerkschaftszeitschrift und liegt auf Platz sechs der auflagenstärksten deutschen Zeitschriften.

## Allgemeines
Vorläuferpublikationen gehen bis 1883 zurück. Von 1949 bis 2007 hieß die Zeitschrift Metall und erschien 14-täglich. Sie wird bei der alpha print medien AG in Frankfurt gedruckt.
Die Zeitschrift im Format 220 mm × 302 mm erscheint mit zwölf Ausgaben pro Jahr und besteht aus einem bundesweit einheitlichen Teil mit 32 Seiten, der durch sieben regionalspezifische Wechselseiten ergänzt wird. Der Hauptteil ist in die Rubriken „Aktuell“, „Leben“, „Arbeit“ und „Chancen“ gegliedert. Jedes Mitglied der IG Metall erhält die Metallzeitung kostenlos.
Chefredakteur der metallzeitung ist Mirko Kaiser. Als Herausgeber werden der IG-Metall-Vorsitzende Jörg Hofmann, Christiane Benner, die zweite Vorsitzende  und der Hauptkassierer Jürgen Kerner im Impressum aufgeführt.
Günter Wallraff veröffentlichte in Metall seine ersten kritischen Industriereportagen, für die er bekannt wurde, unter anderem über die Ford-Aktion.